# کمپین آپوماتوکس

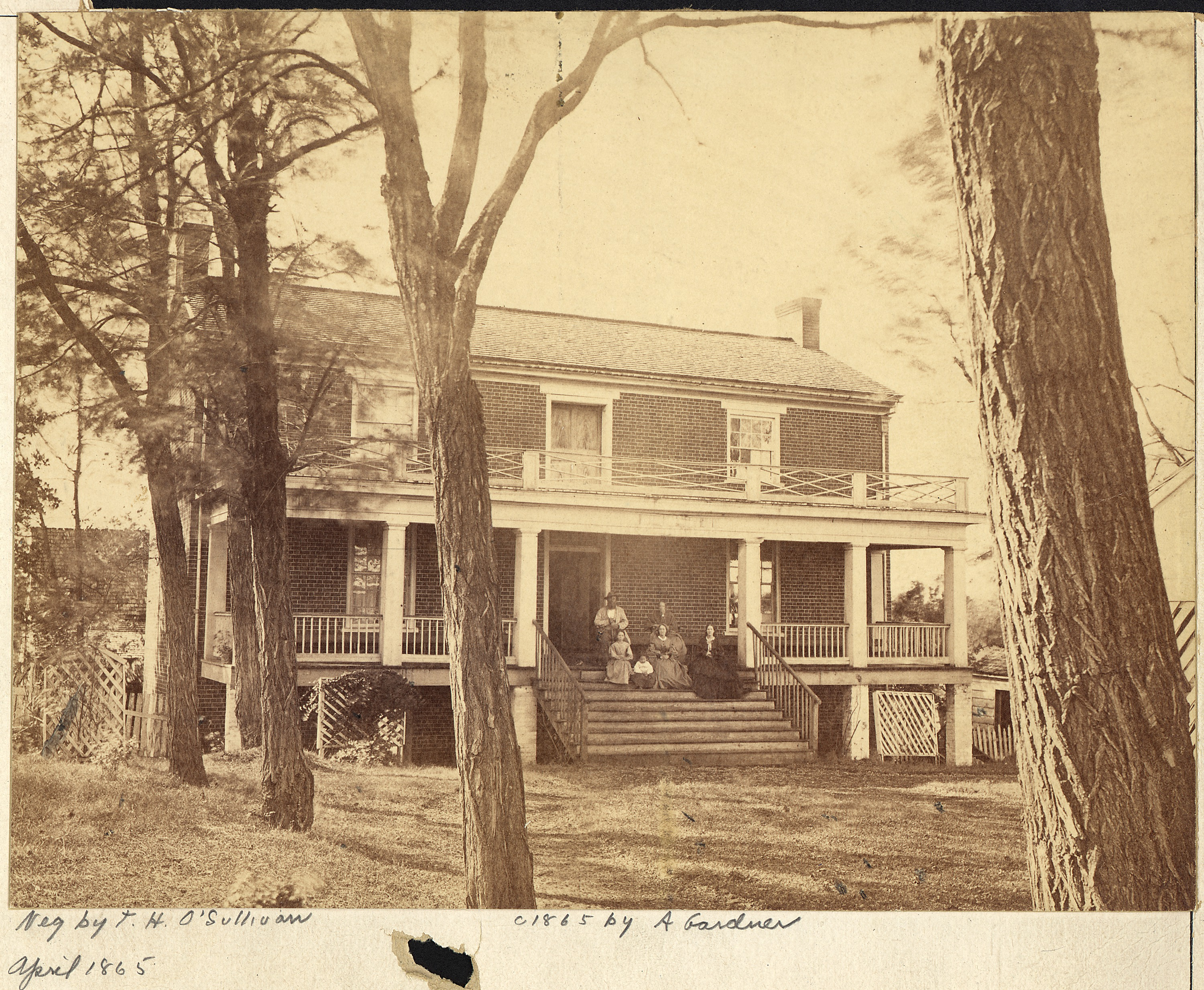
کمپین آپوماتوکس، آوریل 1865 در ویرجینیا، دفتر مرکزی جنرال گرانت، خانه مک‌لین (Appomattox، ویرجینیا)، عکس‌های تیموتی اچ. اوسالیوان

کمپین آپوماتوکس (انگلیسی: Appomattox Campaign) یک کمپین نظامی در طول جنگ داخلی آمریکا بود که نتیجه آن، پیروزی ارتش اتحادیه بود